# Lophocyonidae
São um grupo de mamíferos carnívoros arcaicos parte da subordem Feliformia.

## Taxonomia

### FAMILIALophocyoninaeFejfar & Schmidt-Kittler, 1987
- Sivanasua Pilgrim, 1931
  - Sivanasua viverroides (Schlosser, 1916)- Mioceno Inferior, Gers (MN 4), França
  - Sivanasua moravica Fejfar & Schmidt-Kittler, 1984 - Mioceno Inferior (MN 4), Orechov e Dolnice, Tchecoslováquia.
- Lophocyon Fejfar & Schmidt-Kittler, 1987
  - Lophocyon carpathicus Fejfar & Schmidt-Kittler, 1987 - Mioceno Médio, Eslováquia
  - Lophocyon paraskevaidisi Ginsburg & Morales, 1999 - Mioceno Inferior, Chios, Grécia.
- Euboicitis Fejfar & Schmidt-Kittler, 1984
  - Euboictis aliverensis Schmidt-Kittler, 1983 - Mioceno Inferior, Aliveri, Eubéia, Grécia.
- Izmirictis Morales et al., 2019[1]
  - Izmirictis cani Morales et al., 2019 - Mioceno Inferior, Sabuncubeli, Turcia.